# Algutstorps kyrka
Algutstorps kyrka är en kyrkobyggnad som ligger strax öster om Säveån omkring en kilometer söder om Vårgårda. Den tillhör Algutstorps församling i Skara stift.

## Kyrkobyggnaden
Kyrkan är byggd av gråsten och troligen uppförd omkring år 1200. Från början var kyrkan liten och hade sannolikt ett smalare rakt kor. Nuvarande tresidiga kor uppfördes 1748 då långhuset förlängdes åt öster. Sakristian vid norra sida tillkom troligen samtidigt.  År 1750 bemålades kyrkorummets plana innertak av Sven Kinnander med motivet Yttersta domen. Det är den enda riktigt bevarade av Kinnanders målningar. År 1766 uppfördes vapenhuset vid södra sidan och 1770 byggdes ett gaveltorn ovanpå långhusets tak vid västra sidan. Man tog 1850 upp fönster på norra väggen.
Långhus och kor täcks av ett gemensamt sadeltak som är valmat över koret. Takbeläggningen är enkupigt lertegel. Torntaket täcks av svart falsad plåt och kröns av förgylld tupp på kula. 
Kyrkan restaurerades 1950.

## Inventarier
- Dopfunten i romansk stil är från 1200-talet och har palmettdekor.
- Predikstolen i barockstil, som pryds med evangelistbilder, är byggd på 1600-talet och konserverad 1953.
- Altaruppsatsen i barockstil tillkom 1695.
- En mässkrud är från 1600-talet.

### Klockor
Storklockan är gjuten 1536, troligen av Alf Pederson. Den har en latinsk inskrift som i svensk tolkning lyder: Jesus, Marie son, vare oss mild och nådig! Herrens år 1536. O Maria Magdalena. Sven med Guds nåd. Med Sven avses biskopen Sven Jakobsson i Skara stift.

## Orgel
Orgelverket med femton stämmor fördelade på två manualer och pedal är byggt 1990 av Tostareds Kyrkorgelfabrik. Den ljudande fasaden är också tillverkad i Tostared och ritad av Arne Nygård. Den tidigare orgeln var byggd 1951 av Nordfors & Co och ett antal stämmor från den ingår i det nuvarande verket.
Disposition:
| Manual I (C-g3) | Manual II (C-g3)  | Pedal (C-f1) | Koppel |
| --------------- | ----------------- | ------------ | ------ |
| Gedakt 8'       | Spetsflöjt 8'     | Subbas 16'   | I/P    |
| Principal 4'    | Salicional 8'     | Borduna 8'   | II/P   |
| Rörflöjt 4'     | Blockflöjt 4'     | Fagott 16'   | II/I   |
| Nasard 2 2/3'   | Principal 2'      |              |        |
| Gemshorn 2'     | Oboe 8'           |              |        |
| Ters 1 3/5'     | Tremulant         |              |        |
| Kvinta 1 1/3'   | Crescendosvällare |              |        |
| Tremulant       |                   |              |        |

## Bilder

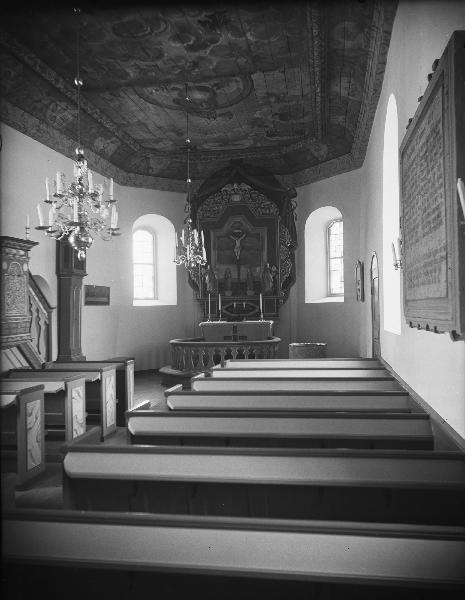
Interiör mot koret.
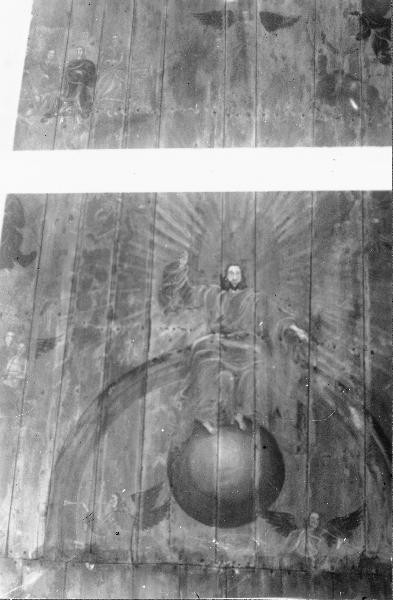
Detalj av takmålningen.
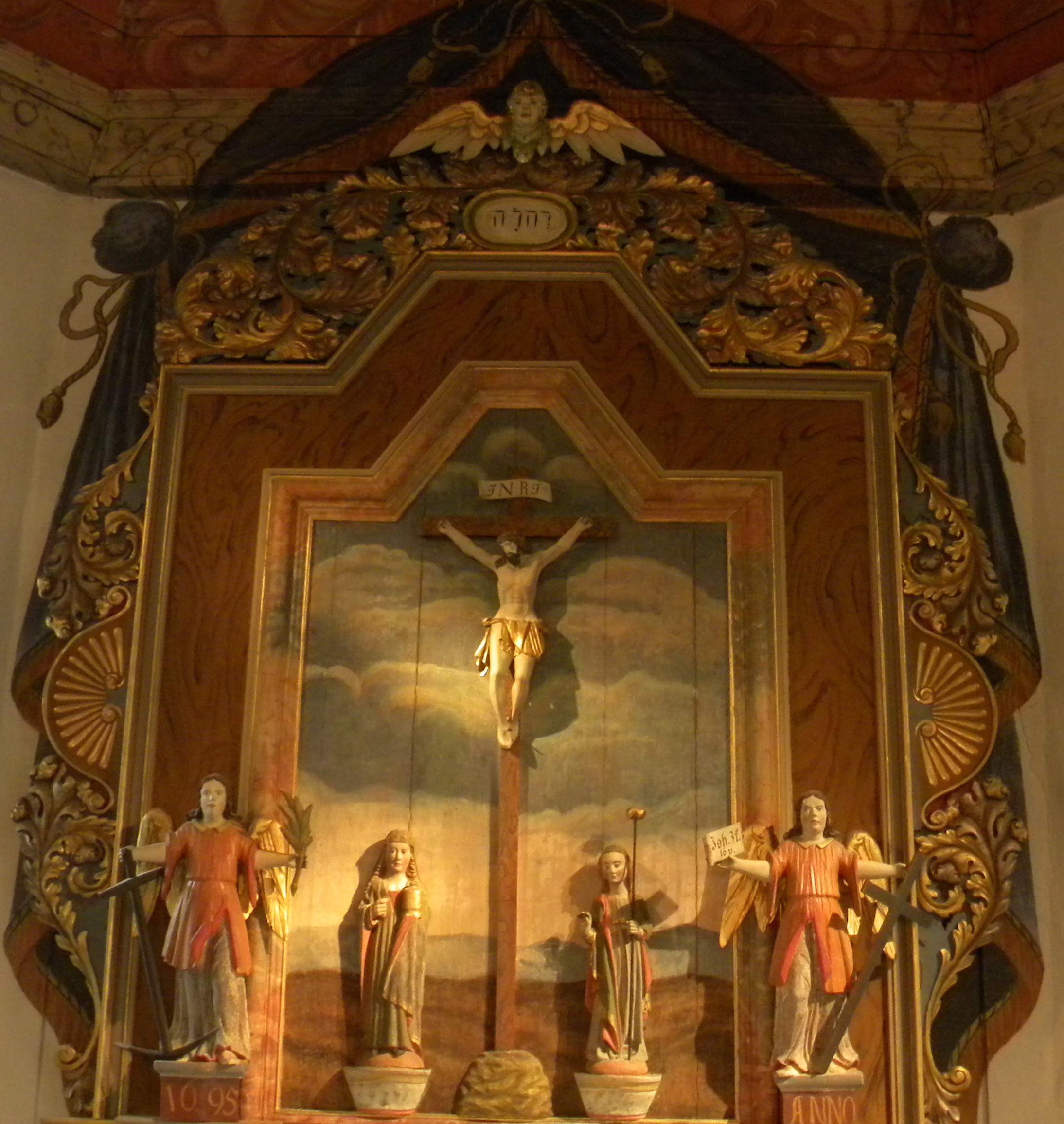
Altaruppsats från 1695.
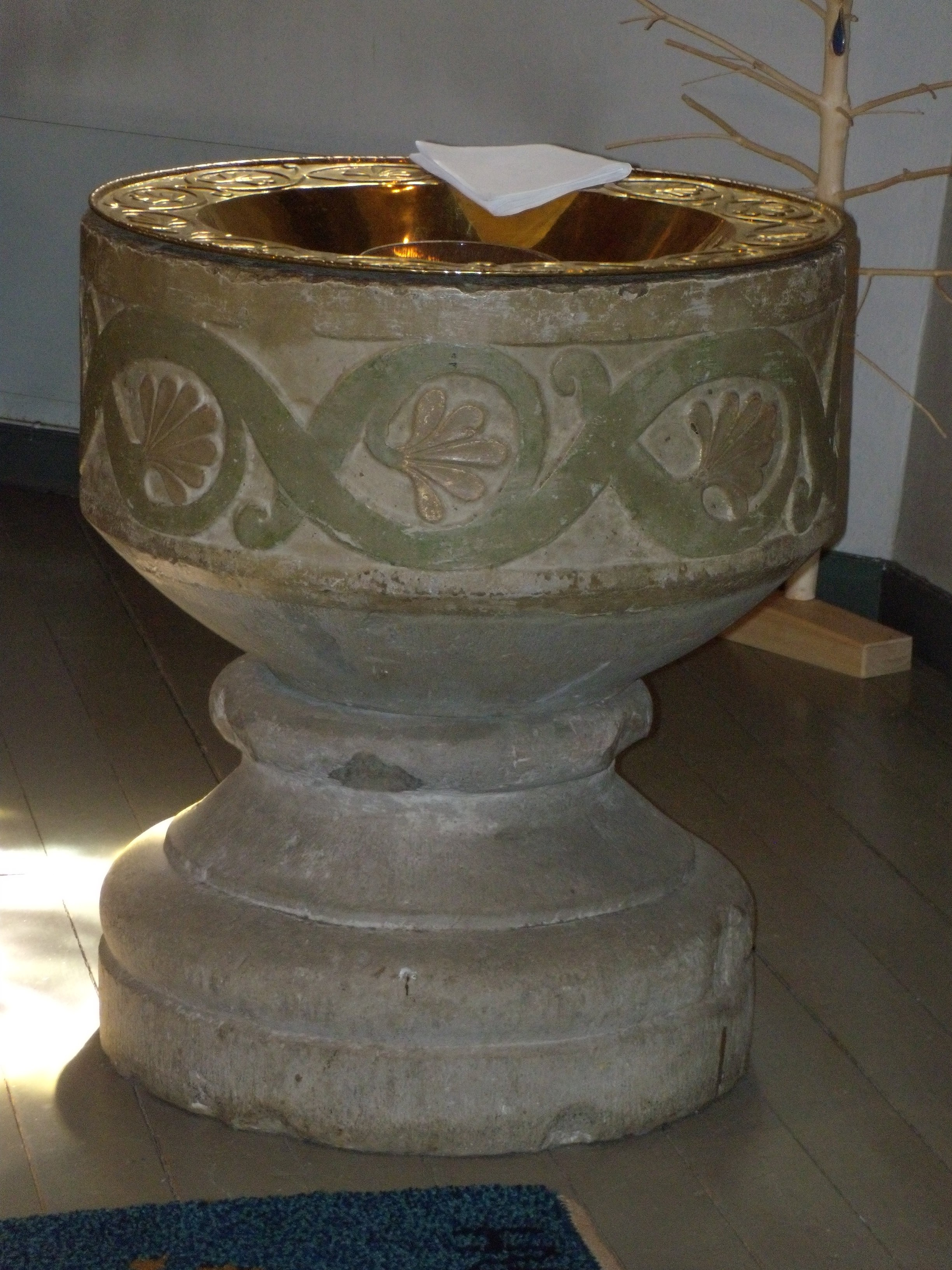
Dopfunten.